# Amphoe de Mueang Chonburi
Mueang Chonburi (Thai เมืองชลบุรี) es la capital del distrito (Amphoe Mueang) de Chon Buri, en la zona central de Tailandia.

## Geografía
Tiene como distritos limítrofes (desde el norte y según las agujas del reloj) Bang Pakong de la Provincia Chachoengsao, Phan Thong, Ban Bueng y Si Racha. Al oeste se encuentra la Bahía de Bangkok.

## Administración
El distrito está subdividido en 18 comunas (tambon), las cuales además están subdivididas en 107 poblados (muban). Hay tres ciudades (thesaban mueang) - Chonburi, Saen Suk y Ban Suan. Como otras áreas municipales podemos encontrar 3 principales (thesaban tambon), Khlong Tam Ru, Bang Sai, y Ang Sila. Hay además 10 organizaciones administrativas (Tambon administrative organizations, TAO).
| 1. | Bang Pla Soi    | บางปลาสร้อย |  |  | 10. | Nong Maidaeng | หนองไม้แดง |  |
| 2. | Makham Yong     | มะขามหย่ง   |  |  | 11. | Bang Sai      | บางทราย   |  |
| 3. | Ban Khot        | บ้านโขด     |  |  | 12. | Khlong Tam Ru | คลองตำหรุ  |  |
| 4. | Saen Suk        | แสนสุข      |  |  | 13. | Mueang        | เหมือง     |  |
| 5. | Ban Suan        | บ้านสวน     |  |  | 14. | Ban Puek      | บ้านปึก     |  |
| 6. | Nong Ri         | หนองรี      |  |  | 15. | Huai Kapi     | ห้วยกะปิ    |  |
| 7. | Na Pa           | นาป่า       |  |  | 16. | Samet         | เสม็ด      |  |
| 8. | Nong Khang Khok | หนองข้างคอก |  |  | 17. | Ang Sila      | อ่างศิลา    |  |
| 9. | Don Hua Lo      | ดอนหัวฬ่อ    |  |  | 18. | Samnak Bok    | สำนักบก    |  |

- Datos: Q476013
- Multimedia: Mueang Chonburi District / Q476013